# Pleven (stad)
Pleven (Bulgaars: Плевен) is een stad in het noorden van Bulgarije en de hoofdplaats van de gelijknamige gemeente en oblast. Op 31 december 2020 telde de stad ruim 91.000 inwoners en is daarmee de zevende stad qua inwoners van het land.

## Geschiedenis
Pleven, dat historisch ook bekend is onder de naam Plevna, dankt zijn faam vooral aan de belegering van de stad in 1877: de Ottomaanse Turken moesten op 10 december van dat jaar de verdediging Pleven opgeven tegen de Russen, die de stad samen met de Roemenen gedurende vijf maanden hadden belegerd. De val van Pleven, een episode in de Russisch-Turkse Oorlog, betekende het keerpunt in de strijd voor de Bulgaarse onafhankelijkheid. Verschillende plaatsen in de stad herinneren eraan. Het opvallendste monument is het Pleven Epopee 1877, een panorama dat ter gelegenheid van de honderdste verjaardag van de veldslag werd vervaardigd.
Op 11 september 2009 werd bekendgemaakt dat de stad een Formule 1- en MotoGP-circuit zou krijgen. De bouw moest in januari 2011 gereed zijn.

## Geografie
Pleven is de hoofdplaats van de gemeente Pleven. De gemeente is gelegen in het centrale deel van de oblast Pleven. Met een oppervlakte van 809,712 vierkante kilometer is de gemeente Pleven de grootste gemeente (van de 11 gemeenten) van de oblast Pleven, oftewel 17,4% van het totale grondoppervlakte. De grenzen zijn als volgt:
- in het westen - gemeente Dolni Dabnik;
- in het noordwesten - gemeente Dolna Mitropolija;
- in het noorden - gemeente Goeljantsi;
- in het noordoosten - gemeente Nikopol;
- in het oosten - de gemeente Levski en de gemeente Pordim;
- in het zuiden - de gemeente Lovetsj en de gemeente Oegartsjin;
- in het zuidwesten - gemeente Loekovit.

## Bevolking
In 1887 telde de stad Pleven 14.307 inwoners, waarmee het een van de grotere plaatsen in Bulgarije was. Het inwonertal steeg de daaropvolgende jaren in een rap tempo. In 1992 werd er een maximum van 130.812 inwoners geregistreerd. Sindsdien neemt het inwonersaantal echter snel af, vooral als gevolg van de verslechterde economische omstandigheden in samenhang met lage geboortecijfers en hoge sterftecijfers. Op 31 december 2020 telde de gemeente Pleven 115.355 inwoners, waarvan 91.119 in de stad Pleven, 3.507 inwoners in de stad Slavjanovo en 20.729	in de nabijgelegen 23 dorpen.
| Jaar            | 1887          | 1910          | 1934    | 1946    | 1956    | 1965    | 1975    | 1985    | 1992    | 2001    | 2011    | 2020    |
| Stad Pleven     | 14 307        | 23 049        | 31 520  | 39 059  | 57 555  | 78 666  | 107 609 | 129 654 | 130 812 | 121 880 | 106 954 | 91 119  |
| Gemeente Pleven | geen gegevens | geen gegevens | 75 875  | 86 245  | 100 779 | 118 841 | 145 380 | 162 076 | 160 480 | 149 142 | 131 152 | 115 355 |
| Oblast Pleven   | geen gegevens | geen gegevens | 314 304 | 345 507 | 356 993 | 366 347 | 372 703 | 362 398 | 346 614 | 311 985 | 269 752 | 233 438 |

### Etnische samenstelling
De meeste inwoners zijn etnische Bulgaren (96,5%). Ongeveer 1,5% van de bevolking bestaat uit Bulgaarse Turken en 1% behoort tot de Roma-gemeenschap.

### Religie
De laatste volkstelling werd uitgevoerd in februari 2011 en was optioneel. Van de 131.152 inwoners reageerden er 104.821 op de volkstelling. Van deze 104.821 respondenten waren er 84.719 lid van de Bulgaars-Orthodoxe Kerk, oftewel 80,8% van de bevolking. De rest van de bevolking had een andere geloofsovertuiging of was niet religieus. 

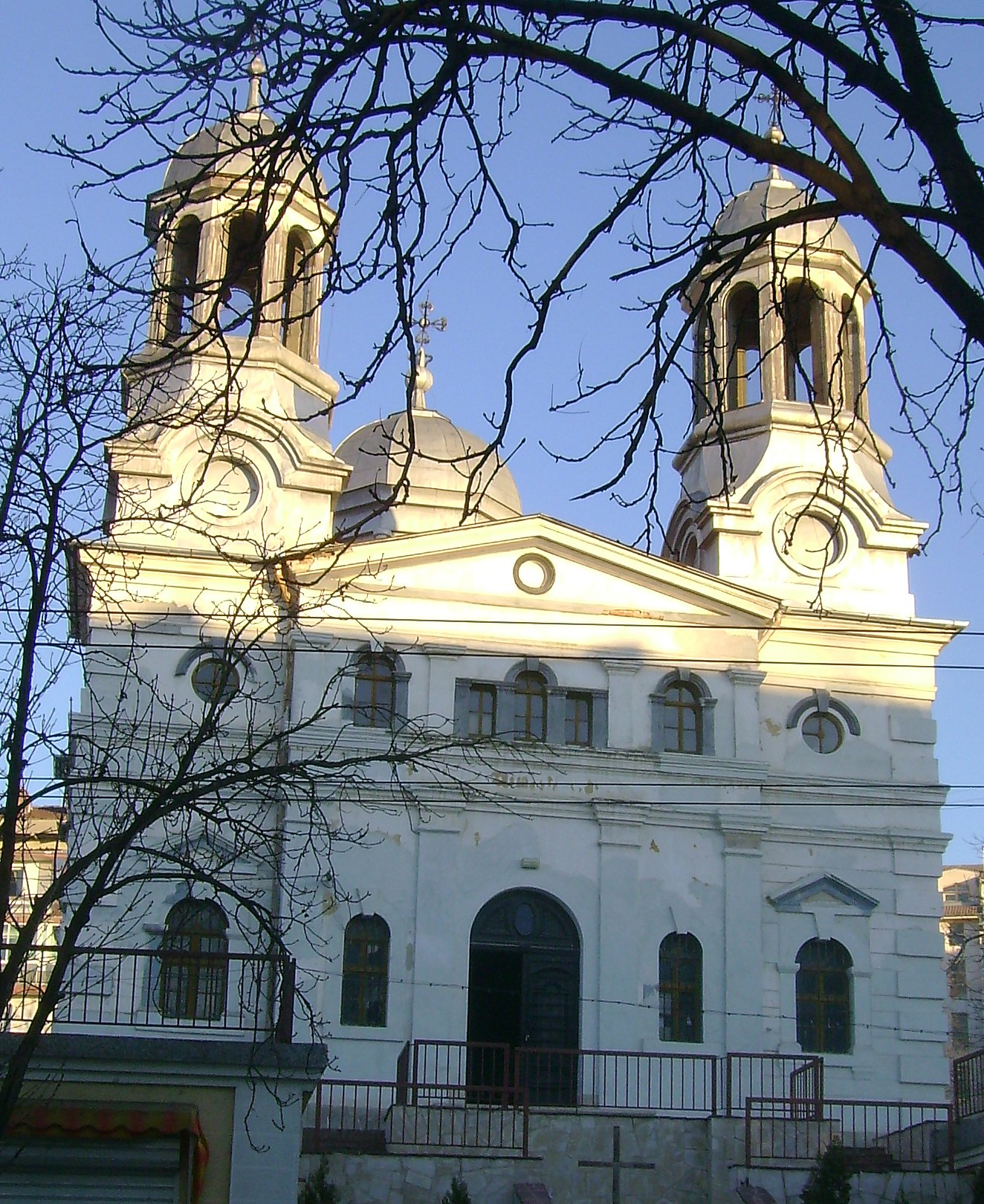
De Orthodoxe Kerk van Pleven

| Religieuze samenstelling in februari 2011 | Religieuze samenstelling in februari 2011 | Religieuze samenstelling in februari 2011 | Religieuze samenstelling in februari 2011 | Religieuze samenstelling in februari 2011 |
| ----------------------------------------- | ----------------------------------------- | ----------------------------------------- | ----------------------------------------- | ----------------------------------------- |
|                                           |                                           |                                           |                                           |                                           |
| Bulgaars-Orthodoxe Kerk                   | Bulgaars-Orthodoxe Kerk                   |                                           | 80,8%                                     | 80,8%                                     |
| Katholieke Kerk                           | Katholieke Kerk                           |                                           | 1,1%                                      | 1,1%                                      |
| Protestantisme                            | Protestantisme                            |                                           | 0,8%                                      | 0,8%                                      |
| Islam                                     | Islam                                     |                                           | 1,9%                                      | 1,9%                                      |
| Geen                                      | Geen                                      |                                           | 7,9%                                      | 7,9%                                      |
| Anders/ Onbekend                          | Anders/ Onbekend                          |                                           | 7,5%                                      | 7,5%                                      |

## Bezienswaardigheden
Pleven huisvest een van de belangrijkste historische musea van Bulgarije. Het theater van de stad is genoemd naar de dichter en toneelschrijver Ivan Radoëv (1927-1994).

## Geboren in Pleven
- Tereza Marinova (1977), atlete
- Valentin Iotov (1988), schaker
- Ivaylo Chochev (1993), voetballer

## Galerij

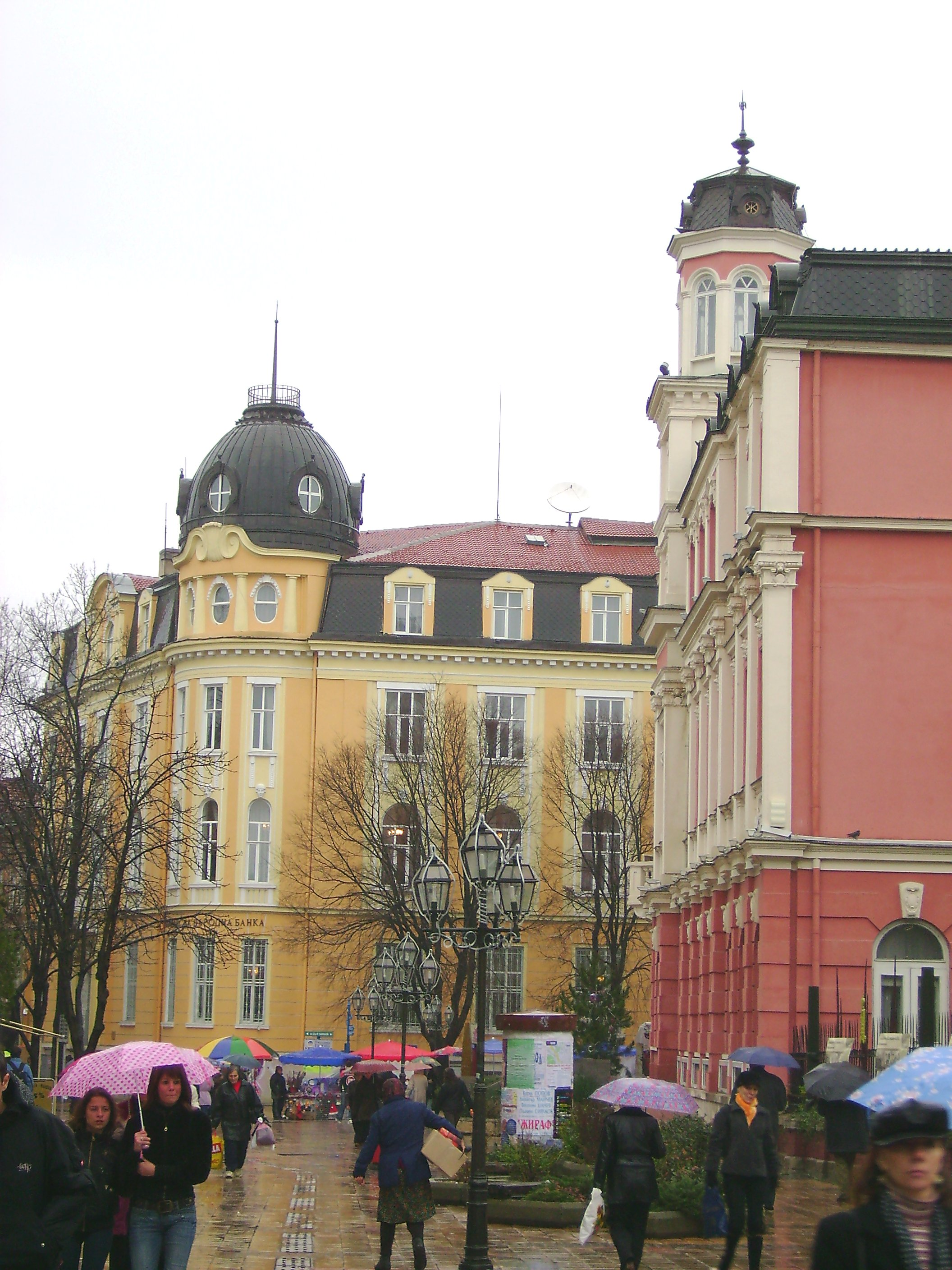
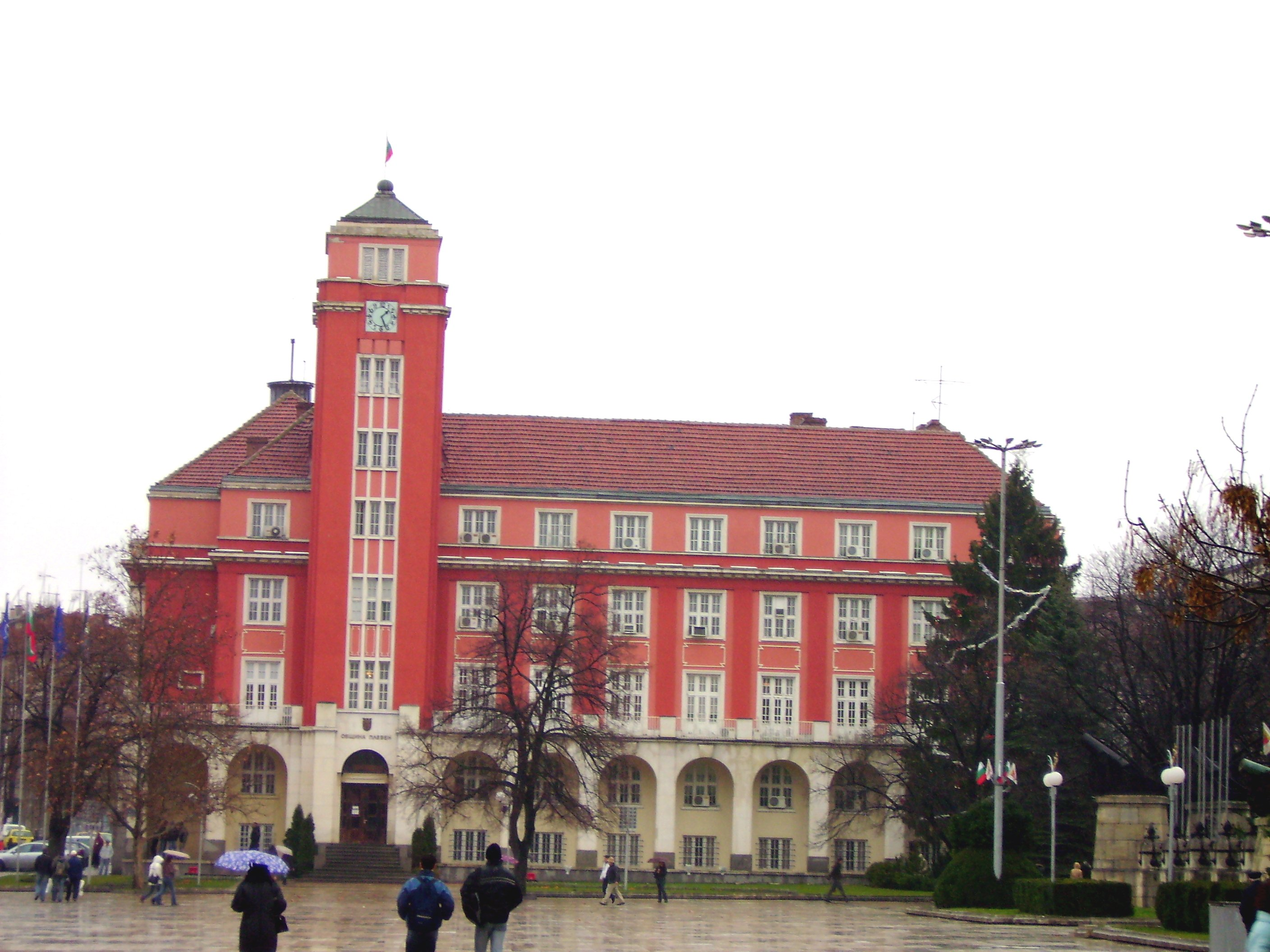
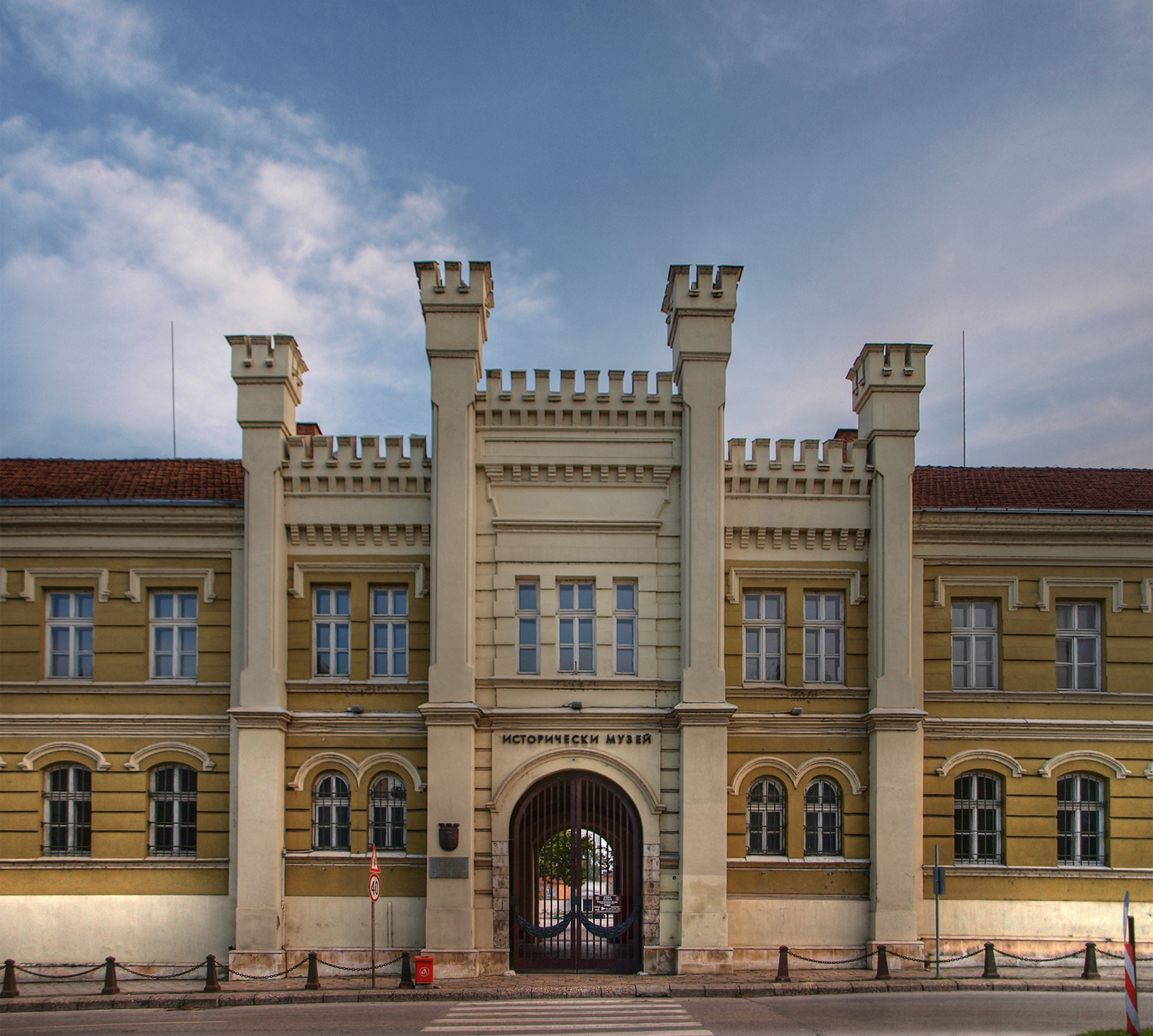
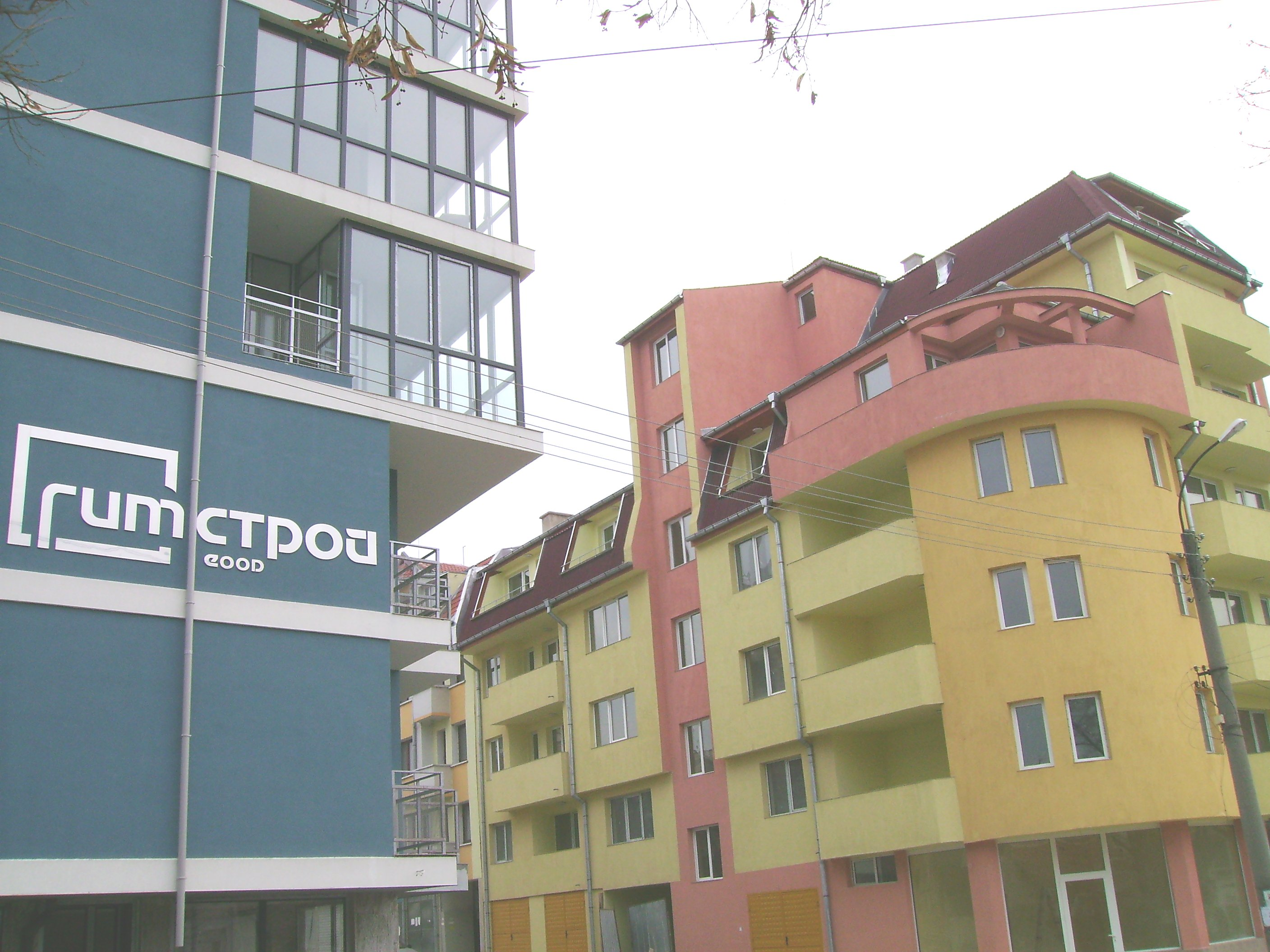

Belene - Dolna Mitropolija - Dolni Dabnik - Goeljantsi - Iskar - Knezja - Levski - Nikopol - Pleven - Pordim - Tsjerven Brjag